# Випадкова подорож
«Випадкова подорож» (попаданці) — поширений прийом фантастичної літератури, пов'язаний з раптовим перенесенням героя в минуле (можливі варіанти: паралельний світ, не пов'язаний з нашим; майбутнє; інша планета; потрапляння в світ гри). У японській художній літературі та сучасній масовій культурі жанр випадкового транспортування в паралельний всесвіт або фантастичний світ відомий як ісекай.

## Класифікація
Зазвичай застосовують одну з двох моделей переміщення: герой потрапляє в інший час чи світ у власному тілі, або ж його свідомість переноситься в тіло місцевого жителя минулого чи іншої реальності.
Простежується низка суттєвих відмінностей між «попаданцями» в інші світи (найчастіше – фентезійні) та «альтернативно-історичними» персонажами. «Попаданець» у фентезійний світ часто тією чи іншою мірою дисонує з нашою реальністю, вирізняється незвичайними захопленнями, цінностями, а нерідко й особливими здібностями, як-от екстрасенсорними. У фентезійному світі він асимілюється значно успішніше. Його нерідко покликано вищими силами для виконання певної місії, проте він залишається переважно консервативною фігурою, і радикальні суспільні зміни не є його метою. Прогресорська діяльність такого «попаданця» (якщо вона взагалі відбувається) зводиться до трансплантації елементів звичного йому світу в нове оточення. Втім, оскільки він є вихідцем із кардинально відмінного середовища, навіть незначні на перший погляд нововведення можуть мати глобальний вплив.
Перенесений герой часто-густо є обраним вищими силами для виконання певної місії, проте при цьому він залишається переважно консервативною постаттю, і революційні перетворення не є його метою. Прогресивна діяльність героя, якщо така взагалі відбувається, зводиться до трансляції елементів звичного йому світу в нове середовище. Однак, оскільки він є вихідцем із кардинально іншого контексту, навіть незначні на перший погляд нововведення можуть мати далекосяжні наслідки.
«Попаданець» у минуле, як правило, являє собою більш соціально успішний типаж, психологічно близький до першопоселенців-колонізаторів. Опинившись у минулому, він успішно адаптується до нових умов і починає трансформувати їх відповідно до власних уявлень. Здійснюючи ті чи інші зміни, він керується знанням історичних шляхів, які в його новому місці перебування стають лише одним із потенційних майбутніх. При цьому герой може керуватися певною ідеологією або ж особистими симпатіями та антипатіями.
Сюжетно примикають до «жанру» попаданства історії, коли жителі інших часів чи світів опиняються у звичному нам світі, як, наприклад, у фільмі «Прибульці», де середньовічний лицар опиняється у Франції кінця ХІІ століття, або в серіалі «Гостя з майбутнього», де Аліса Селезньова із майбутнього потрапляє в СРСР 1980-х; або відбувається обмін героїв між часом, як, наприклад, у фільмі «Іван Васильович змінює професію» (міняються місцями радянський управдом і цар Московії).

## У творах раннього періоду
Першим «класичним» попаданцем вважається Хенк Морган із роману Марка Твена «Янкі з Коннектикуту при дворі короля Артура» (1889). Втім, у цій книзі герой потрапив не так у реальне минуле, як у якусь штамповану реальність лицарських романів. Роман відрізняється відсутністю щасливого кінця. Традицію опису зміни минулого енергійним попаданцем із сьогодення продовжив Лайон Спрег де Кемп у повісті «Хай не впаде темрява», де американський археолог Мартін Педвей, внаслідок удару блискавки, перенесений до Риму 535 року, епоху після падіння Західної Римської імперії.
Попаданцами є і Джон Картер з марсіанського циклу Едгара Берроуза (1911), і Джон Гордон, герой Зоряних королів Едмонда Гамільтона (1947). У другому романі, можливо, вперше, мотиви попаданства поєднуються з мотивом обміну розумами.
Прикладом якісного «історичного» попаданства є роман Джона Діксона Карра «Диявол в оксамиті» (1951), в якому вмираючий кембриджський професор Ніколас Фентон укладає договір з Дияволом і переміщається з Британії 1920-х в тіло шляхтича епохи Реставрації, що носить те саме ім'я, оскільки він закохався в зображену на старовинному портреті дружину цього шляхтича. 1675 року він намагається запобігти її вбивству. У романі «Вогонь, гори!» Карр відправляє поліцейського інспектора з 1957 року в 1829 (рік створення лондонської поліції), де доводиться розслідувати вбивство в зачиненій кімнаті.
Той самий прийом можна знайти і в «Хроніках Нарнії» Клайва Стейплза Льюїса (1950), де ціла родина Певенсі переноситься у світ, населений казковими істотами. У романі Джона Майєрса «Срібний вихор» (1949) Кларенс Шендон в результаті аварії корабля потрапляє в Романію, альтернативну реальність, населену героями книг.
До цього жанру можна віднести роман Франсіса Карсака «Робінзони космосу», де в результаті перетину паралельних всесвітів на іншу планету виявляються занедбані кілька тисяч землян разом із ділянкою земної поверхні. У 1960 році виходить його ж роман «Втеча Землі»: у тілі інженера Поля Дюпона опиняється вчений з майбутнього Орк Акеран, незабаром він проводить експеримент із повернення «додому», а Землі дістаються його записки, в яких він розповідає, що чекає на Землю в доволі тривалий період майбутнього, включно з безпрецедентною втечею всього людства разом із планетами від Сонця, що вибухає. У цих книжках Карсак продовжує започатковану Льюїсом традицію «масового попаданства».
На противагу оптимізму більшості таких творів, де герой-«попаданець» легко інтегрується в місцевий соціум, Пол Андерсон у повісті «Людина, яка прийшла надто рано» показав, що ні прийоми дзюдо, ні військова підготовка, ні пістолет і сучасні знання не врятували американського солдата Джеральда.

## У радянській фантастиці
У радянській фантастиці ця тема була досить популярною. Ще в 1920-х роках у повісті Веніямина Гіршгорна, Йосипа Келлера і Бориса Ліпатова «Безцеремонний Роман» герой споруджує машину часу (що наближає книгу до хроноопери) і тікає від розрухи до Наполеона, запобігаючи його поразки під Ватерлоо Ймовірно, це перша в СРСР книга про зміну історії прибульцями з майбутнього.
Одна з перших радянських утопій – «Країна Гонгурі» Вівіана Ітіна (1922) – активно використовує прийоми, характерні для творів про «попаданців». Її головний герой, молодий революціонер Гелій, за допомогою гіпнозу переноситься на дві тисячі років уперед і опиняється у світі майбутнього. Основні заняття людей наприкінці IV тисячоліття – мистецтво та наука. Вони подорожують іншими планетами, створюють різноманітні машини. Як і в утопіях п'ятисотлітньої давнини, у «Країні Гонгурі» мінімум сюжету, її головна мета – демонстрація того, чого може досягти радянська людина за дві тисячі років.
Найвідоміший герой з минулого вийшов у Лазаря Лагіна — Старий Хоттабич із повісті-казки «Старий Хоттабич» та її однойменної екранізації 1956 року. У 1966 році вийшов роман Лагіна «Блакитна людина», де радянський студент Юрій Антошин ментально переноситься до Росії 1894 року, в тіло молодого робітника Єгора Антошина.
У повісті братів Стругацьких «Спроба втечі» також є моментом перенесення в часі: Саул Рєпнін «втікає» з нацистського концтабору в майбутнє — Світ Полудня.
Попаданцем у фентезійний світ був Митя Сидоров, головний герой книги Едуарда Успенського «Вниз по чарівній річці» та знятого за нею фільму «Там, на невідомих доріжках…».
Досить поширені також мотиви попаданства і хроноопери в радянському кінематографі («Чапаєв з нами», «12 могил Ходжі Насреддіна», «Іван Васильович змінює професію», «Розбудіть Мухіна!», «Крок з даху», «Новорічні пригоди Маші і Віті», «31 червня», «Гостя з майбутнього», «Нові пригоди янкі при дворі короля Артура», «Викрадення чарівника», «Дзеркало для героя», «Маленький реквієм для губної гармошки» (Таллінфільм, 1972), «Якщо це станеться з тобою» (к/с ім. Горького, 1973), а також у дитячих мультфільмах, у яких раданяькі піонери подорожували різними періодами історії або потрапляли у світ казок, наприклад, «Острів помилок», «Петя і Червона Шапочка», « Королева Зубна щітка», «Вовка в Тридев'ятому царстві» тощо.

## Сучасна українська фантастика
Один із перших українських творів про випадкову подорож -  роман українського письменника Володимира Рутківського «Сторожова застава». Події твору розгортаються у 1097 році в стародавній Україні, на території Київської Русі, куди загадково потрапляє звичайний український п'ятикласник та стає свідком і учасником героїчних подій. Початково твір був написаний як повість ще в 1986. Друком ця повість вийшла в 1991 в журналі «Однокласник». У 2001 повість вперше була надрукована окремою книгою у одеському видавництві «Друк». Пізніше Рутківський суттєво переробив та дописав свій твір, додавши нові події та героїв і 1 вересня 2012 твір вийшов друком у видавництві «А-ба-ба-га-ла-ма-га» уже як роман. У 2013 році кінопроєкт за романом Володимира Рутківського «Сторожова застава» переміг у 5-му конкурсі Державного агентства з питань кіно, отримавши часткове фінансування. 12 жовтня 2017 року екранізацію презентували в кінотеатрах України. Режисером фільму став Юрій Ковальов, сценарій написали відомий український дитячий письменник Сашко Дерманський та кіносценарист родом з Маріуполя — Ярослав Войцешек.
Не надрукований роман, але у вільному доступі, — «Український легіон — назва 2012 року; руське зібрання — назва 1919 року» розповідає про мобілізованого головного героя офіцера з XXI століття. Українське керівництво, отримавши доступ до «машини часу», ухвалює рішення перенестися зі своїм військом і прихильниками до 1919 року, отримавши перевагу у використанні більш передових технологій у Визвольних змаганнях. Герой отримує завдання переміститися зі своїм підрозділом до української Курщини та розбудувати базу для захисту українського населення на цих землях.

## Російські попаданці як складова«Російського світу»
Цей мотив користується стійкою популярністю в сучасній російській фантастиці, вал подібних творів став однією з головних прикмет російської фантастики початку XXI століття. Одним із перших був майор-десантник Станіслав Сварог, - герой Олександра Бушкова, який перенісся в магічний світ. Ця книга стала взірцем для наслідування для безлічі подібних, за тією ж схемою було написано цілу низку творів з героями=спецназівцями та толкіністами. Трохи раніше було написано першу книгу трилогії Сергія Лук'яненка «Лорд із планети Земля», у стилі космічної опери, герой якої, знову ж таки колишній сержант-десантник, ім'я якого збігається з ім'ям автора, переноситься у майбутнє, на іншу планету.
На початку 2000-х героями подібних книг «звичайні люди» стають дедалі частіше. Серед подібних книг можна відзначити цикли Віталія Зикова «Безіменний раб». Можна відзначити також твір Бориса Акуніна «Дитяча книга», де герой Ластик потрапляє у різні моменти минулого через хронодиру, та цикл книг Андрія Бєляніна «Таємний розшук царя Гороху», в якому звичайний міліціонер Микита Іванович Івашов потрапляє у фентезійний світ, де живуть герої російських казок. У російському кінематографі набув поширення прийом «попадання» в ті чи інші історичні епохи: на цьому засновані сюжети фільмів «Ми з майбутнього», «Туман», «Азіріс Нуна», «У полоні часу».
Критик Василь Володимирський пояснює популярність «попаданської прози» особливостями масової психології, експлуатацією «комплексу невдахи», переконаністю багатьох людей у тому, що вони мають прихований потенціал, реалізувати який заважають лише зовнішні обставини. При цьому якість творів з ознаками «попаданської фантастики», через їх масовість, неухильно знижується.
Так, стандартна фабула російської альтернативної історії полягає в тому, що головний герой, свідомо чи мимоволі, якимось (зазвичай невизначеним) способом переноситься в один з ключових для російської історії періодів, такий як часи Івана Грозного, напередодні Німецько-радянської війни і тощо, де без проблем інтегрується в місцеве суспільство, і змінює історію у сприятливий для Росії бік, нерідко виходячи на контакт із правителями країни, які уважно прислухаються до порад головного героя.
У таких книгах автори та герої часто переходять кордон між патріотизмом та реваншизмом. Цей сюжетний хід, що повторюється в багатьох варіаціях, очевидно, є компенсацією шоку, пов'язаного з розпадом СРСР, бажанням повернути (хоча б у фантазії) статус наддержави своїй країні. При цьому такі хронологічні парадокси, як ефект метелика, у подібних творах зазвичай не враховуються.
Типовий російський попаданець буває одного з трьох типів: звичайний чоловік, спецназівець або реконструктор, і всі вони проходять соціальний підйом після подорожі.
На перший погляд «російське попаданство» це розважальна література, однак її масовість, тематичне ядро та ідеологічне забарвлення свідчать про значно глибші світоглядні процеси. Вона дійсно є одним з механізмів формування й поширення ідеології «Русского міра»:
- Реваншизм і імперська ностальгія. Попаданці часто потрапляють у минуле (наприклад, у Московію, Російську імперію, СРСР чи навіть у Європу середньовіччя), де відіграють роль месії або «цивілізатора», озброєного сучасними знаннями й технологіями. Це дозволяє: реабілітувати імперське минуле; фантазувати про «правильну» історію, у якій Росія перемогла, підкорила або врятувала всіх; вигадувати альтернативи, де «росіянин» усіх перевершив, навчив і очолив. Це ментальна компенсація поразок, які Росія зазнала в 1990-х або внаслідок занепаду СРСР.
- Месійний комплекс і культурна винятковість. Герої-попаданці зазвичай уособлюють ідею, що: росіянин за своєю природою сильніший, розумніший, моральніший за «інших», особливо західних або «зрадницьких» слов’ян; саме росіяни мають право на геополітичне або культурне лідерство, навіть якщо цього не визнає «сучасний світ». Це напряму співзвучно з наративом «Русского міра», де Росія — цивілізація, а не просто держава.
- Ідеалізація російської культури та армії. У зображенні минулого часто ідеалізуються російські правителі, армія, народні традиції. Будь-які негативні аспекти історії замовчуються або виправдовуються «державною необхідністю». «Попаданець» часто стає палким патріотом, оспівуючи велич Росії.
- Мілітаризм і культ сили. Попаданці часто: мають військовий досвід або є діючими офіцерами, застосовують зброю й силу без вагань, нав’язують «правильний порядок» (тобто авторитарний) в ім’я вищої мети. Таким чином популяризується культ війни, дисципліни, самопожертви за імперський ідеал, що також є ядром пропаганди «Русского міра».
- Делегітимація західних моделей. У творах часто показано: крах ліберальної демократії, зневагу до прав людини, прогнилість «західної моралі». На цьому тлі «російська модель» виглядає єдиною адекватною, а росіянин-попаданець виступає як спаситель і носій вищої істини.
- Конструкція «іншого» і легітимація агресії. Коли попаданці потрапляють в Україну, Європу чи до США — вони часто: воюють із «дегенератами», «зрадниками», «лібералами», «бандерівцями», які є уособленням «ворожого світу»; виправдовують агресію як відновлення справедливості або захист російських цінностей. У сюжетах часто обґрунтовується необхідність «повернення» територій, які нібито історично належали Росії. «Попаданець» може брати активну участь у завоюваннях та анексіях, що підсвідомо виправдовує сучасну агресивну політику Росії. У деяких творах «попаданець» стає на захист «утискуваного російськомовного населення» в інших країнах, що є одним із ключових наративів для виправдання російської інтервенції в сусідні держави. Це перетворює агресію на героїчну місію, а не злочин.
- Масова популяризація в онлайн-середовищі. Попаданці активно розвиваються у форматі літРПГ, веброманів, фанфіків та аудіокниг на платформах, де десятки мільйонів переглядів. «Попаданець» часто є звичайною людиною з сучасної Росії, що робить його близьким та зрозумілим для читача. Його «перетворення» на патріота та успіхи в минулому чи іншому світі покликані викликати у читача почуття гордості за свою країну та віру в її потенціал. Таким чином ця ідеологія впливає на свідомість підлітків, студентів, молоді, формуючи уявлення про «історичну місію Росії».